# Muerte de Cleopatra

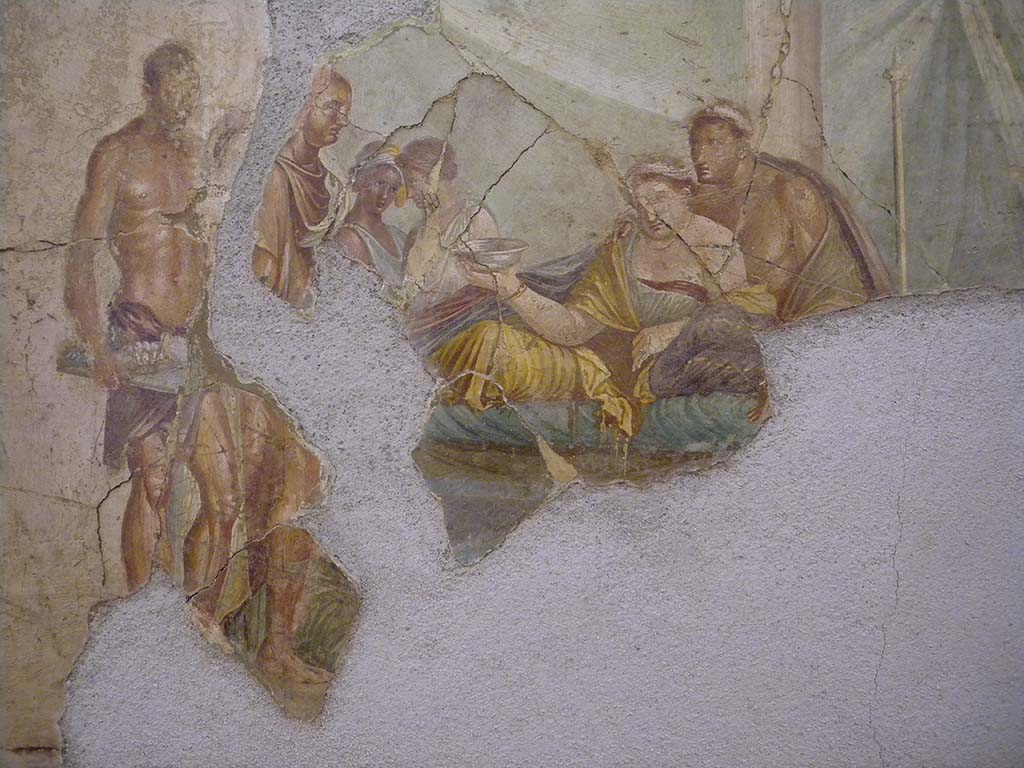
Pintura romana de la casa de Giuseppe II en Pompeya, de principios del siglo I, que representa muy probablemente a Cleopatra suicidándose ingiriendo veneno, con su hijo Cesarión tras ella.

La muerte de Cleopatra VII, la última soberana reinante del Egipto ptolemaico, tuvo lugar el 10 o 12 de agosto de 30 a. C. en Alejandría, cuando tenía 39 años. Según la versión más conocida, se suicidó dejándose morder por un áspid (cobra egipcia), aunque en otras versiones ofrecidas por historiadores romanos, Cleopatra se envenenó utilizando un instrumento o un ungüento tóxico. Los testimonios de fuentes primarias provienen principalmente de las obras de los antiguos historiadores romanos Estrabón, Plutarco y Dion Casio. Algunos académicos modernos sospechan que fue asesinada, mientras que otros dudan de la validez de los relatos de la mordedura de serpiente como causa de la muerte. Algunos estudiosos plantean la hipótesis de que su rival romano Octavio, por conveniencia política, permitió que Cleopatra se suicidara del modo que ella quisiera.
La muerte de Cleopatra dio fin a la cuarta guerra civil de la República romana entre los triunviros Octavio y Marco Antonio, en la que Cleopatra se alineó con Antonio, su esposo y padre de tres de sus hijos. Antonio y Cleopatra huyeron a Egipto tras su derrota en la batalla de Accio, disputada en la Grecia romana el año 31 a. C., tras la cual Octavio invadió Egipto y derrotó a sus fuerzas. Suicidándose evitó la humillación de ser exhibida como prisionera en un triunfo romano para celebrar las victorias militares de Octavio, que acabaría convirtiéndose en el primer emperador romano y que sería conocido como Augusto. Octavio hizo matar a su hijo Cesarión, heredero rival como posible hijo de Julio César, pero le perdonó la vida a sus otros hijos y los llevó a Roma. La muerte de Cleopatra marcó el final del período helenístico y del dominio ptolemaico de Egipto, al tiempo que marcaba el comienzo del Egipto romano, que se convirtió en una provincia del Imperio romano. Se desconoce la ubicación de la tumba de Cleopatra, aunque hay constancia de que Octavio permitió que ella y Antonio, que se suicidó apuñalándose, fueran enterrados juntos con dignidad.
La muerte de Cleopatra ha sido representada en numerosas obras de arte en la Antigüedad, la Edad Media, los principios de la Era Moderna y la Era Contemporánea. Entre ellas están las artes visuales, literarias y escénicas, desde esculturas y pinturas hasta poesía y obras de teatro, así como películas. Cleopatra ocupó un lugar destacado en la prosa y la poesía de la antigua literatura en latín. Aunque se conservan pocas representaciones de su muerte en el arte de la Antigua Roma, las obras medievales, renacentistas, barrocas y modernas son numerosas. Antiguas esculturas grecorromanas como la Venus Esquilina y la Ariadna dormida sirvieron de inspiración para posteriores obras de arte que mostraban su muerte, en las que la mordedura de un áspid es un elemento generalizado. Su muerte también se relaciona con temas de erotismo y sexualidad, en obras que abarcan pinturas, obras de teatro y películas, especialmente de la época victoriana. Las obras modernas que representan la muerte de Cleopatra van desde la escultura neoclásica hasta la pintura orientalista, que influyó en otros medios como el cine.

## Fecha exacta

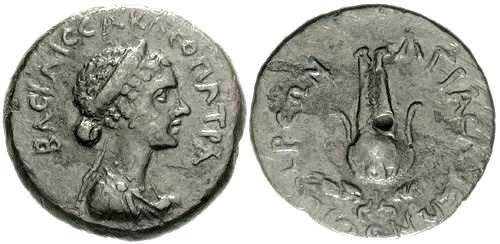
Una moneda de hemióbolo de Cleopatra VII acuñado en el año 31 a. C., el año en que ella y Marco Antonio fueron derrotados en la batalla de Accio.

Durante mucho tiempo se desconoció la fecha exacta de la muerte de Cleopatra ya que no se conserva ningún registro, ni siquiera de la fecha aproximada. El conservador del Museo Británico Theodore Cressy Skeat dedujo que su muerte se produjo el 12 de agosto del año 30 a. C. basándose en registros contemporáneos de sucesos establecidos. Su datación está respaldada por el historiador estadounidense Stanley M. Burstein, James Grout, y los británicos Aidan Dodson y Dyan Hitlon, aunque estos últimos son más cautos al afirmar que fue circa del 12 de agosto. Una fecha alternativa, el 10 de agosto, es apoyada por estudiosos como el arqueólogo estadounidense Duane W. Roller, la egiptóloga británica Joann Fletcher, o la historiadora australiana Jaynie Anderson.

## Preludio

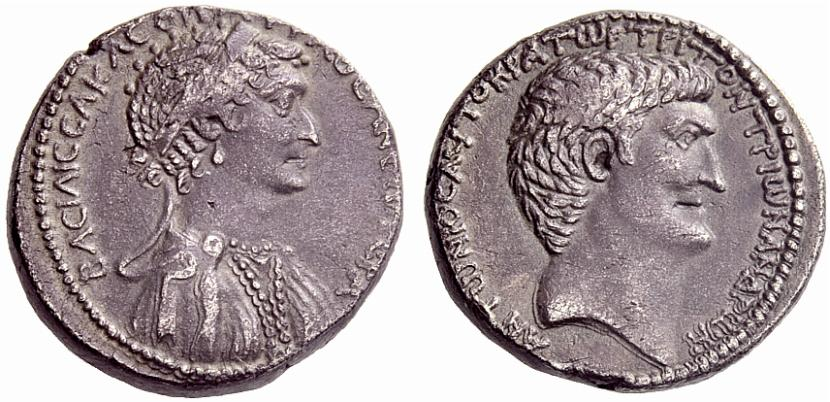
Cleopatra y Marco Antonio en el anverso y reverso, respectivamente, de una tetradracma de plata acuñada en la ceca de Antioquía en el año 36 a. C.

Tras el Primer Triunvirato y el asesinato de Julio César en el año 44 a. C., los estadistas romanos Octavio, Marco Antonio y Lépido fueron elegidos triunviros para llevar a los asesinos de César ante la justicia, formando el Segundo Triunvirato. Con Lépido marginado en África y posteriormente puesto bajo arresto domiciliario por Octavio, los dos triunviros restantes se repartieron el control del mundo romano entre el Este griego y el Oeste latino, con Antonio haciéndose cargo del primero y Octavio del segundo. Cleopatra VII del Egipto ptolemaico, faraón de ascendencia griega macedonia que gobernaba desde Alejandría, tuvo un romance extramatrimonial con Julio César que tuvo como resultado un hijo, Cesarión posteriormente cogobernante ptolemaico. Tras la muerte de César, Cleopatra inició una relación con Antonio.
Animado por Cleopatra, Antonio se divorció oficialmente de su esposa Octavia la Menor, hermana de Octavio, en el año 32 a. C, aunque es probable que Antonio ya se hubiera casado con Cleopatra durante las Donaciones de Alejandría en 34 a. C. El divorcio de Antonio, la divulgación pública por parte de Octavio de la voluntad de Antonio que exponía las ambiciones de Cleopatra sobre el territorio romano en las Donaciones de Alejandría y su continuo apoyo militar ilegal a un ciudadano romano que en aquel momento carecía de un cargo electo, convencieron al Senado romano, que ahora estaba bajo control de Octavio, de que declarara la guerra a Cleopatra.
Tras su derrota en la batalla naval de Accio en el golfo de Ambracia de Grecia en el año 31 a. C., Cleopatra y Antonio se retiraron a Egipto para recuperarse y prepararse para el ataque de Octavio, cuyas fuerzas se incrementaron gracias a la rendición de muchos de los oficiales y soldados de Antonio en Grecia. Después de un largo período de negociaciones fallidas, las fuerzas de Octavio invadieron Egipto en la primavera del año 30 a. C. Al tiempo que Octavio se apoderó de Pelusio cerca de la frontera oriental del Egipto ptolemaico, su oficial Cornelio Galo marchó desde Cirene y capturó Paraitonion al oeste. Aunque Antonio consiguió una pequeña victoria sobre las cansadas tropas de Octavio cerca del hipódromo de Alejandría el 1 de agosto del 30 a. C., la flota naval y la caballería de Antonio desertaron a Octavio poco después.

## Suicidio de Marco Antonio y Cleopatra
Con las fuerzas de Octavio ocupando Alejandría, Cleopatra se retiró a su tumba con sus asistentes más cercanos e hizo que le enviaran un mensaje a Antonio diciéndole que se había suicidado. Antonio ordenó a su esclavo Eros que lo matara, pero Eros usó su espada para suicidarse. Desesperado, Antonio reaccionó ante esta situación apuñalándose en el estómago con una espada y quitándose la vida, a los 53 años de edad. En el relato del historiador Plutarco de los acontecimientos, Antonio todavía estaba vivo cuando fue trasladado a la tumba de Cleopatra, diciéndole en sus últimas palabras que moriría honorablemente y que ella podía confiar en un cierto Cayo Proculeyo del bando de Octavio para que fuera bien tratada. Pero fue este mismo Proculeyo quien usó una escalera para romper una ventana de la tumba de Cleopatra y detenerla en su interior antes de que pudiera tener la oportunidad de suicidarse o quemarse hasta la muerte junto con su vasto tesoro. Cleopatra fue autorizada a embalsamar el cuerpo de Antonio antes de que fuera escoltada por la fuerza al palacio y, finalmente, se reunió con Octavio, quien también había detenido a tres de sus hijos: Alejandro Helios, Cleopatra Selene II y Ptolomeo Filadelfo.
Según el relato del historiador Tito Livio, cuando se reunió con Octavio, Cleopatra le dijo con franqueza «no seré exhibida en un triunfo» —en griego antiguo: οὑ θριαμβεύσομαι, romanizado: ou thriambéusomai—, pero Octavio solo le dijo que le perdonaría la vida, pero no le dio ninguna explicación sobre sus planes futuros para Egipto o sobre su familia. Cuando un espía le informó que Octavio tenía la intención de llevarla de vuelta a Roma para que la hicieran desfilar como prisionera en un triunfo romano, decidió evitar esta humillación y quitarse la vida a los 39 años de edad, en agosto de 30 a. C. Plutarco narra que Cleopatra afrontó su suicidio en un proceso casi ritual, precedido por un baño y luego una buena comida que incluía higos en una canasta.
Plutarco relata que Octavio ordenó a su liberto Epafrodito que la custodiara e impidiera que se suicidara, pero Cleopatra pudo engañarlo y suicidarse. Cuando Octavio recibió una nota de Cleopatra pidiéndole que fuera enterrada junto a Antonio, hizo que sus mensajeros se apresuraran a derribar las puertas de su tumba, pero llegaron demasiado tarde. Plutarco afirma que fue encontrada muerta, su sirvienta Eira moribunda a sus pies y la sirvienta Carmión ajustando la corona diademada de Cleopatra antes de que ella misma se derrumbase. No está claro a partir de fuentes primarias si sus suicidios tuvieron lugar dentro del palacio o en la tumba de Cleopatra. Dion Casio afirma que Octavio rápidamente recurrió a encantadores de serpientes cualificados de la tribu psil de la antigua Libia para intentar una extracción oral del veneno y un restablecimiento de Cleopatra, pero sus esfuerzos fracasaron. Aunque Octavio estaba indignado por estos acontecimientos y «fue despojado de todo el esplendor de su victoria» según Dion Casio, hizo enterrar a Cleopatra junto a Antonio en su tumba como se le había pedido, y también dio a Carmión y Eira un entierro digno.

## Causa de la muerte

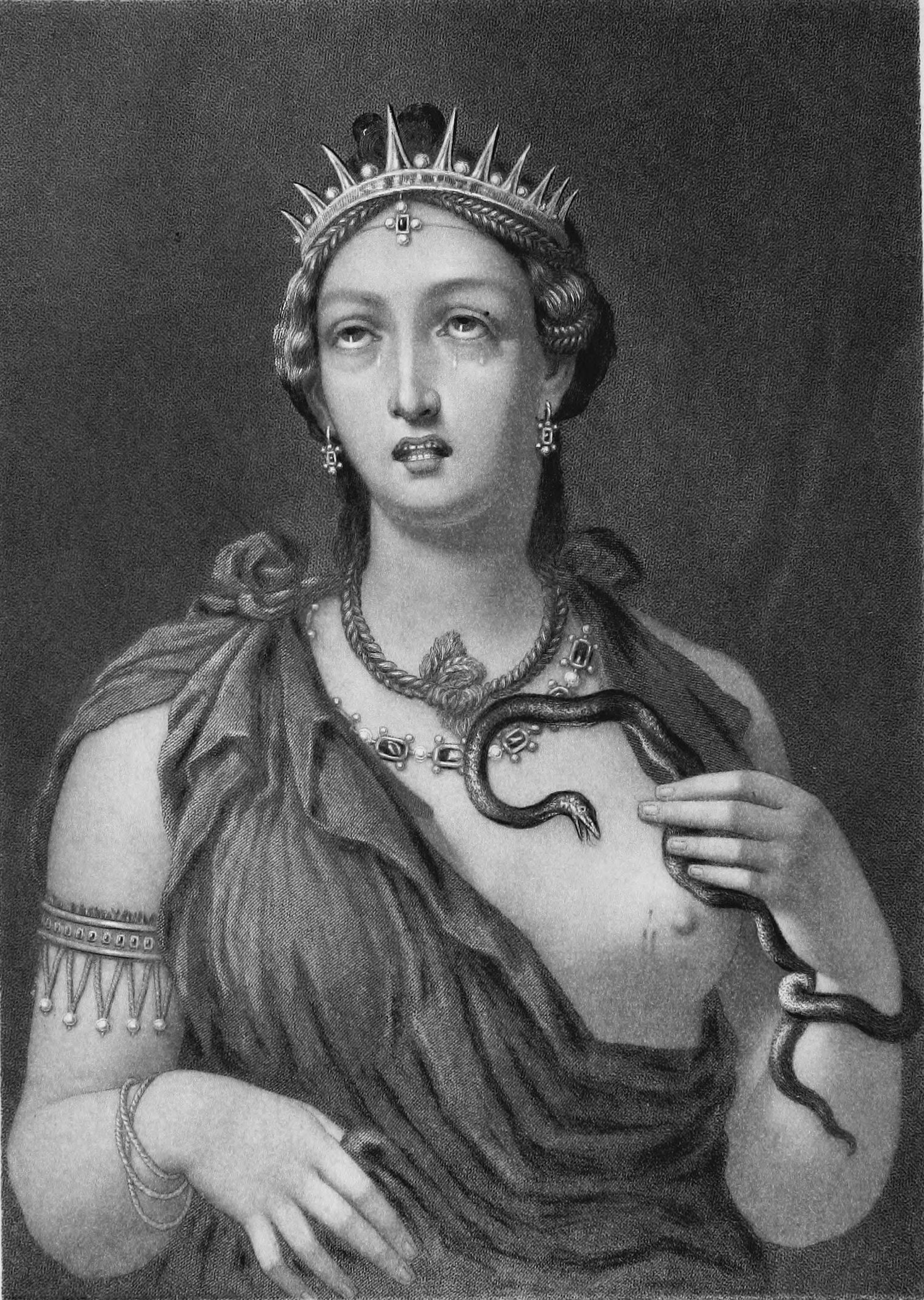
Grabado sobre acero de 1885 que reproduce una pintura encáustica, hoy perdida, descubierta en 1818 en la Villa Adriana; aquí se la ve con el nudo de Isis (según la descripción de Plutarco de las ropas de Isis), así como la corona radiante de los gobernantes ptolemaicos.

El médico personal de Cleopatra, Olimpo, citado por Plutarco, no indicó ninguna causa de la muerte de su reina y no hizo mención alguna de la mordedura de un áspid o de una cobra egipcia. Estrabón, que proporciona el primer relato histórico conocido, creía que Cleopatra se suicidó, bien por la mordedura de un áspid o por ungüento venenoso. Plutarco menciona la historia del áspid que le trajeron en una cesta de higos, aunque ofrece otras alternativas para la causa de su muerte, como el uso de un instrumento (en griego: κνηστίς knestis), tal vez un alfiler para el cabello, con la que ella se arañó la piel e introdujo la toxina. Según Dion Casio, aunque se encontraron pequeños pinchazos en el brazo de Cleopatra, se hizo eco de la afirmación de Plutarco de que nadie sabía la verdadera causa de su muerte. Dion mencionó la teoría del áspid e incluso sugirió el uso de una aguja (en griego: βελὁνη belone), posiblemente de un alfiler de pelo, lo que parecería corroborar con el relato de Plutarco. Otros historiadores contemporáneos como Floro y Veleyo Patérculo apoyaron la teoría de la mordedura de áspid. El médico romano Galeno mencionó la historia del áspid, pero también propone una versión en la que Cleopatra arañó su brazo e introdujo veneno que le trajeron en un recipiente. Suetonio relató la historia del áspid, pero expresó sus dudas al respecto.
La causa de su muerte rara vez fue mencionada y debatida en los primeros tiempos de la investigación moderna. En su obra Pseudodoxia Epidemica, de 1646, el escritor enciclopédico Thomas Browne indicaba que no se sabía cómo había muerto Cleopatra y que las representaciones artísticas de pequeñas serpientes que la mordían no mostraban de forma precisa el mayor tamaño del áspid terrestre. En 1717 el anatomista Giovanni Battista Morgagni mantuvo una breve correspondencia literaria de carácter lúdico con el médico papal Giovanni Maria Lancisi sobre la causa de la muerte de la reina, que aparece reflejada en el De Sedibus de Morgagni de 1761 y que fue publicada como una serie de epístolas en su Opera omnis de 1764. Morgagni sostenía que Cleopatra probablemente murió a causa de una mordedura de serpiente y rebatió la sugerencia de Lancisi de que el consumo de veneno era más plausible, señalando que ningún autor grecorromano de la Antigüedad había mencionado que ella lo había bebido; Lancisi lo refutó argumentando que los relatos ofrecidos por los poetas romanos eran poco fiables, ya que a menudo exageraban los acontecimientos. En sus memorias literarias publicadas en 1777, el médico francés Jean Goulin respaldó el argumento de Morgagni de que la mordedura de serpiente era la causa más probable de su muerte.

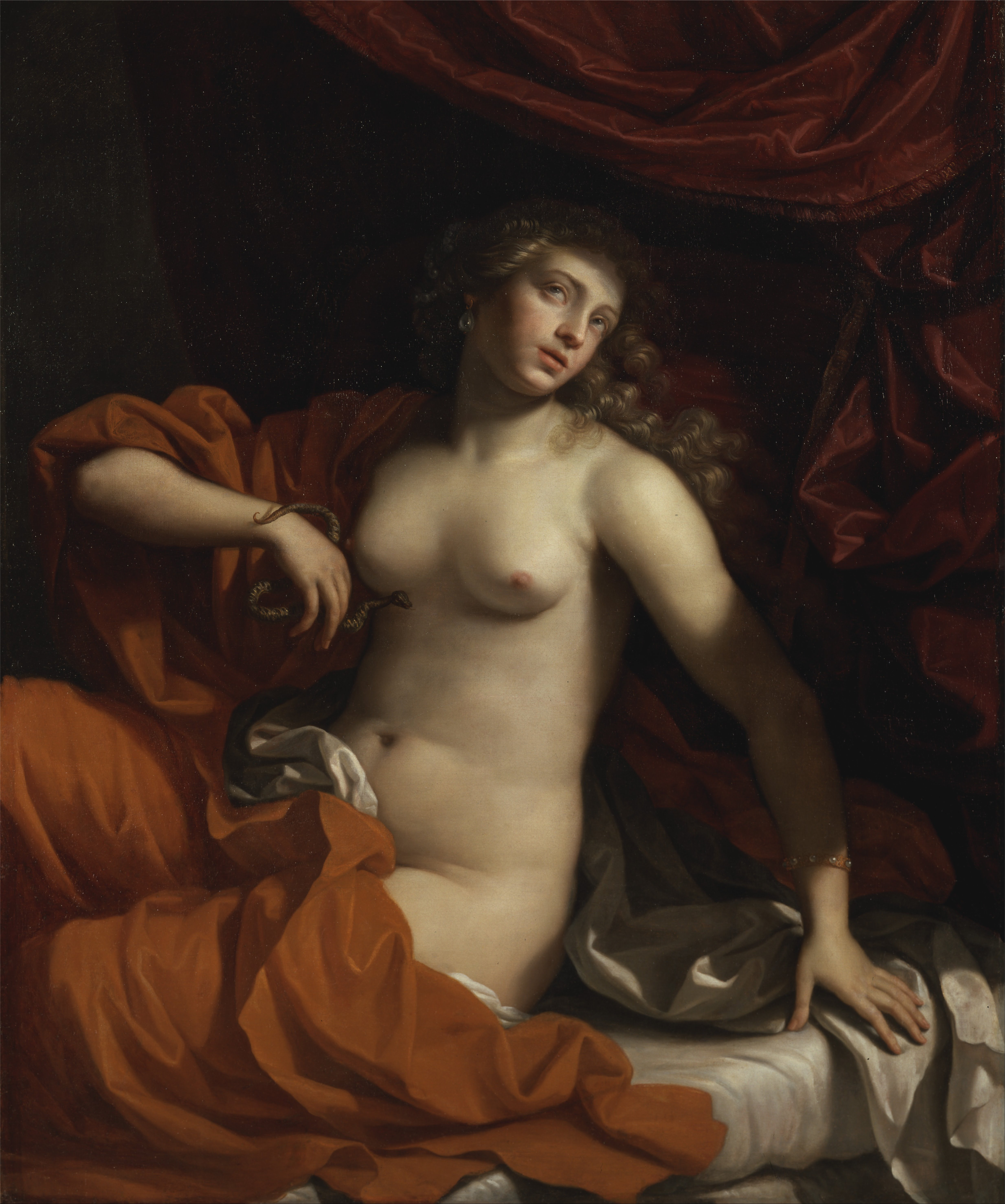
Cleopatra, por Benedetto Gennari (1674-1675).

Los estudiosos modernos también han puesto en duda la historia de la mordedura de una serpiente venenosa como causa de la muerte. Duane W. Roller señala la importancia de las serpientes en la mitología egipcia a la vez que afirma que ningún relato histórico que haya sobrevivido cuestiona la dificultad de introducir a escondidas una gran cobra egipcia en las cámaras de Cleopatra y luego hacer que se comporte como se pretendía. William Maloney, profesor de la Universidad de Nueva York, coincide con esta opinión, subrayando el gran peso de estos reptiles, si bien indica que su veneno es muy potente, mientras que Roller afirma que el veneno solo es mortal si se inyecta en una zona vital del cuerpo. El egiptólogo alemán Wilhelm Spiegelberg (1870-1930) argumentó que la elección de Cleopatra de suicidarse por mordedura de áspid era acorde con su condición real, pues el áspid representaba al uraeus, serpiente sagrada del dios solar Ra de la religión egipcia. Sin embargo, el profesor Robert A. Gurval señala que los strategos atenienses Demetrio de Falero (c. 350-c. 280 a. C.), encarcelados por Ptolomeo II Filadelfo en Egipto, se suicidaron por mordedura de áspid de forma «curiosamente similar», algo que también demostró que no era exclusivo de la realeza egipcia; Gurval señala que la mordedura de una cobra egipcia contiene alrededor de 175-300 mg de neurotoxina, letal para los seres humanos con solo 15-20 mg, aunque la muerte no habría sido inmediata ya que las víctimas suelen permanecer con vida durante varias horas. François Pieter Retief, profesor emérito y decano de medicina de la Universidad del Estado Libre y Louise Cilliers, investigadora honoraria de su Departamento de Estudios Griegos, Latinos y Clásicos, sostienen que una serpiente grande no habría cabido en una cesta de higos y que era más probable que un envenenamiento hubiera matado de forma tan rápida a tres mujeres adultas, Cleopatra y sus sirvientas Carmión y Eira. Sobre la hipótesis del alfiler de pelo, Cilliers y Retief también destacan como otros personajes de la Antigüedad se envenenaron de forma similar, como Demóstenes, Aníbal y Mitrídates VI de Ponto.
Según Gregory Tsoucalas, profesor de Historia de la medicina en la Universidad Demócrito de Tracia y Markos Sgantzos profesor asociado de Anatomía en la Universidad de Tesalia, hay evidencias que indican que Octavio ordenó el envenenamiento de Cleopatra. Su afirmación del presunto asesinato por parte de Octavio es apoyada por otros autores como Maloney. En su Murder of Cleopatra: History's Greatest Cold Case (2013), la criminóloga estadounidense Pat Brown argumenta que fue asesinada y los detalles fueron ocultados por las autoridades romanas, aunque las afirmaciones de que fue asesinada contradicen la mayoría de las fuentes primarias que señalan que la causa de su muerte fue suicidio. La historiadora británica Patricia Southern conjetura que Octavio podría haber permitido que Cleopatra eligiera la forma de su muerte en lugar de ejecutarla. James Grout opina que Octavio podría haber querido evitar la compasión mostrada por la hermana menor de Cleopatra, Arsínoe IV, que desfiló encadenada durante el triunfo de Julio César, pero se le perdonó la vida. Octavio quizás permitió que Cleopatra muriera por su propia mano al valorar los problemas políticos que conllevaría matar a una reina cuya estatua había sido erigida por su padre adoptivo, César, en el templo de Venus Genetrix.

## Consecuencias

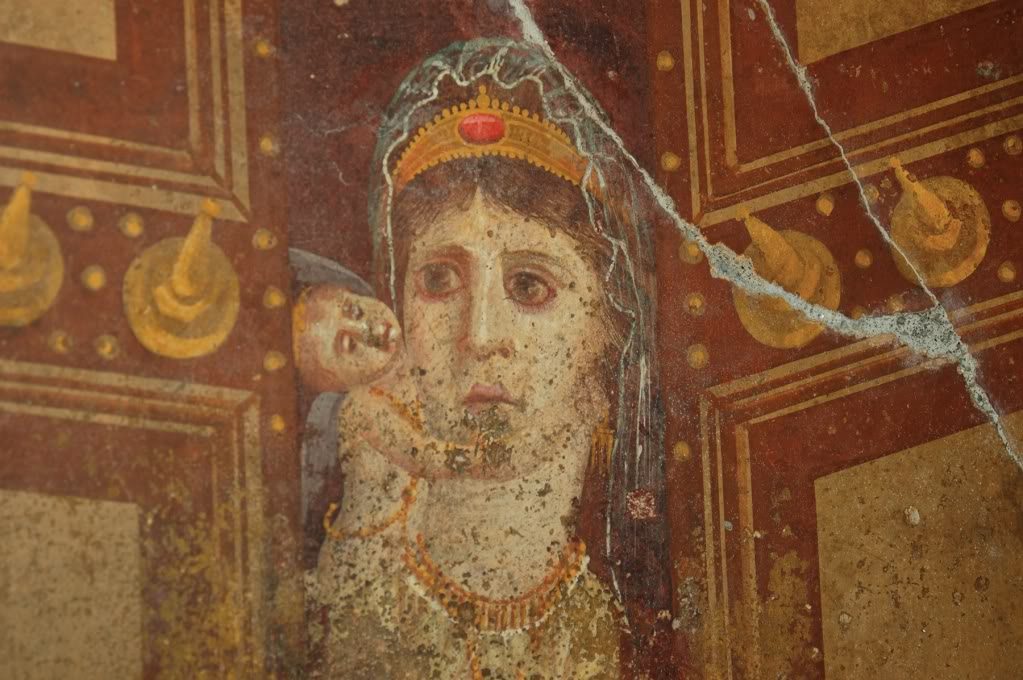
Pintura romana en la casa de Marco Fabio Rufo en Pompeya, que probablemente representa a Cleopatra como Venus Genetrix y a su hijo Cesarión como cupido, de mediados del siglo I a. C. El dueño de la casa tapió el cuarto con esta pintura, muy probablemente tras la ejecución de Cesarión por orden de Octavio en 30 a. C., lo que haría de estas representaciones artísticas fueran consideradas «poco adecuadas» para el régimen gobernante.

En sus últimos momentos de vida, Cleopatra intentó que Cesarión, su corregente e hijo con Julio César, fuera enviado al Alto Egipto tal vez planeando huir a Nubia, Etiopía o la India. A la muerte de Cleopatra, Cesarión pasó a ser Ptolomeo XV, aunque solo durante dieciocho días hasta que fue capturado y ejecutado por orden de Octavio el 29 de agosto de 30 a. C., tras regresar a Alejandría bajo la falsa idea de que le permitiría ser rey. Octavio estaba convencido por el consejo del filósofo Ario Dídimo de que en el mundo solo había lugar para un César.
Los tres hijos que le sobrevivieron, Cleopatra Selene II, Alejandro Helios y Ptolomeo Filadelfo, fueron enviados a Roma con la hermana de Octavio, Octavia la Menor, exesposa de su padre, como su tutora. Cleopatra Selene II y Alejandro Helios estuvieron presentes en el triunfo de Octavio en 29 a. C. Se desconoce el destino de Alejandro Helios y Ptolomeo Filadelfo después de esta fecha. Octavia organizó el esponsal de Cleopatra Selene II con Juba II, hijo de Juba I, cuyo reino norteafricano de Numidia había sido convertido por Julio César en provincia romana en el año 46 a. C. por el apoyo de Juba I a Pompeyo.
La muerte de Cleopatra marcó el final de la dinastía ptolemaica en Egipto. Se estableció la provincia romana de Egipto, marcando el final del período helenístico. En enero de 27 a. C. Octavio fue nombrado Augusto («el venerado») y acumuló poderes constitucionales que lo convirtieron en el primer emperador romano, gobernando con la apariencia de la República romana, e iniciando la era del Principado del Imperio romano.

## Tumba de Antonio y Cleopatra
Se desconoce el emplazamiento del mausoleo de Cleopatra y Marco Antonio. Sin embargo, el Servicio Egipcio de Antigüedades cree que puede estar en o cerca de un templo de Taposiris Magna, al suroeste de Alejandría. En sus excavaciones en este templo, la arqueóloga dominicana Kathleen Martínez y el arqueólogo egipcio Zahi Hawass han descubierto seis cámaras funerarias junto con varios objetos, entre ellos cuarenta monedas acuñadas por Cleopatra y Antonio, así como un busto de alabastro que representa a Cleopatra. Una máscara de alabastro con barbilla hendida descubierta en el lugar se asemeja a los antiguos retratos de Marco Antonio. En una pintura de principios del siglo I d. C. de la Casa de Giuseppe II en Pompeya, contiene una posible representación de Cleopatra con su hijo Cesarión, ambos con diademas reales, mientras ella se recuesta y toma veneno en un acto de suicidio, incluye un conjunto de puertas dobles en la parte posterior, situadas muy por encima de las personas que hay en el cuadro, que sugiere la descripción de la disposición de la tumba de Cleopatra en Alejandría.

## Representación en el arte y la literatura

### Época helenística y romana

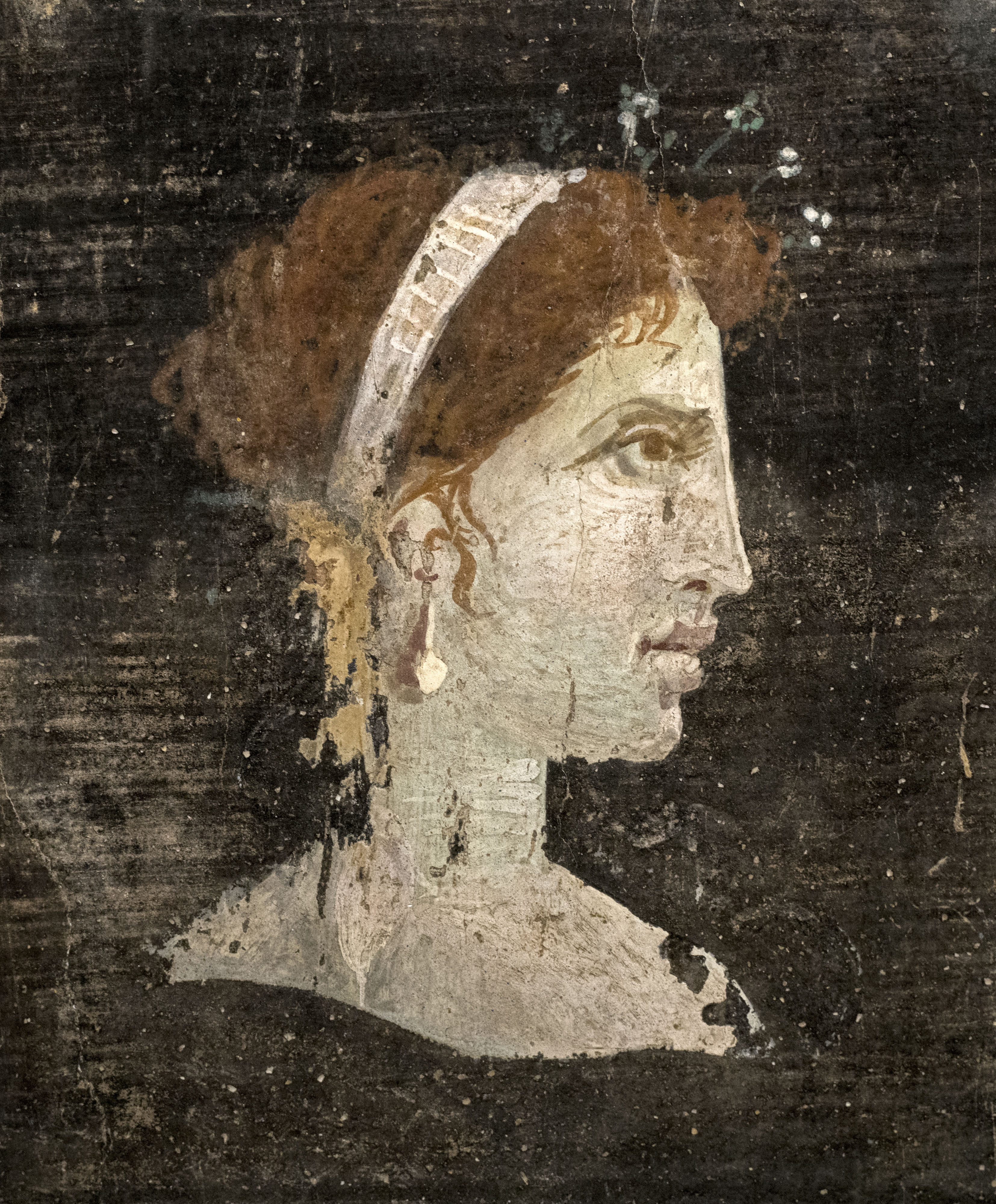
Muy probablemente un retrato pintado póstumo de Cleopatra VII del Egipto ptolemaico con pelo rojo y sus rasgos faciales característicos, luciendo una diadema real y horquillas con perlas (Herculano, Italia, siglo I d. C.).

En su procesión triunfal en Roma en el año 29 a. C., Octavio hizo desfilar a los hijos de Cleopatra, Alejandro Helios y Cleopatra Selene II, pero también exhibió una efigie a la multitud que representaba a Cleopatra con un áspid pegado a ella. Esta fue probablemente la misma pintura descubierta en la Villa Adriana en 1818, hoy desaparecida pero descrita en un informe arqueológico y reproducida en un grabado en acero del artista británico John Sartain. Sin embargo, el poeta Propercio, testigo presencial del triunfo de Octavio a lo largo de la vía Sacra, señaló que la imagen exhibida de Cleopatra contenía varias serpientes que mordían cada uno de sus brazos. Citando a Plutarco, Giuseppe Pucci indica que la efigie puede haber sido incluso una estatua. En sus Notes isiaques I (1989), el egiptólogo francés Jean-Claude Grenier observó que una antigua estatua romana expuesto en los Museos Vaticanos de una mujer que luce un tyet representa a una serpiente arrastrándose por su pecho derecho, tal vez una descripción del suicidio de Cleopatra vestida como la diosa egipcia Isis.
Una pintura mural romana encontrada en Pompeya de mediados del siglo I a. C. que representaba a Cleopatra con su hijo pequeño Cesarión fue tapiada por su dueño alrededor del año 30 a. C., quizás como reacción a la prohibición de Octavio de que se mostraran imágenes de Cesarión, posible heredero de Julio César. Aunque las estatuas de Marco Antonio fueron derribadas, las de Cleopatra en general se salvaron de este proceso de destrucción, incluida la erigida por César en el templo de Venus Genetrix en el Foro de César. Una pintura de principios del siglo I d. C. de Pompeya representa muy probablemente el suicidio de Cleopatra, acompañada por sus asistentes e incluso por su hijo Cesarión con una diadema real como la de su madre, aunque no hay ningún áspid en la escena, lo que quizás refleje las diversas causas de la muerte que se mencionan en la historiografía romana.
La historia del áspid fue aceptada por muchos poetas latinos de la época de Augusto, como Horacio y Virgilio, en la que se llegó a sugerir que Cleopatra había sido mordida por dos serpientes. Aunque mantuvo la visión negativa de Cleopatra manifestada en otras obras de la literatura romana proagustina, Horacio describió el suicidio de Cleopatra como un acto audaz de desafío y liberación. Virgilio instauró la visión de Cleopatra como una figura del melodrama épico y el romance.

### Edad Media, Renacimiento y Barroco
La historia del suicidio de Cleopatra a causa de la mordedura de una serpiente fue representada con frecuencia en el arte medieval y renacentista, así como en la literatura medieval y renacentista. En una miniatura de un manuscrito iluminado de 1409, Des cas de nobles hommes et femmes, del poeta del siglo XIV Giovanni Boccaccio , el Maestro de Boucicaut los representaba a yaciendo juntos en un sepulcro al estilo gótico, con un áspid deslizándose cerca del pecho de Cleopatra y una espada clavada en la de Marco Antonio. Versiones ilustradas de las obras escritas de Boccaccio, entre las que se encuentran imágenes de Cleopatra y Antonio suicidándose, se publicaron por primera vez en el Reino de Francia durante el Quattrocento, obra de Laurent de Premierfait. Xilografías de la versión de Giovanni Boccaccio de De Mulieribus Claris publicadas en Ulm en 1479 y en Augsburgo en 1541 representan el descubrimiento de Cleopatra del cuerpo de Antonio tras su suicidio.
Boccaccio ofreció una visión negativa y misógina sobre Cleopatra en sus escritos, que fue contrarrestada por el poeta del siglo XIV Geoffrey Chaucer, quien ofreció una descripción más positiva de la reina. Chaucer comenzó su hagiografía The Legend of Good Women sobre virtuosas mujeres paganas con la vida de Cleopatra, representada de manera satírica como una reina comprometida en el amor cortés con su caballero Marco Antonio. Sin embargo, la descripción de Chaucer de su suicidio incluyó un pozo de serpientes en lugar de las versiones romanas del áspid.

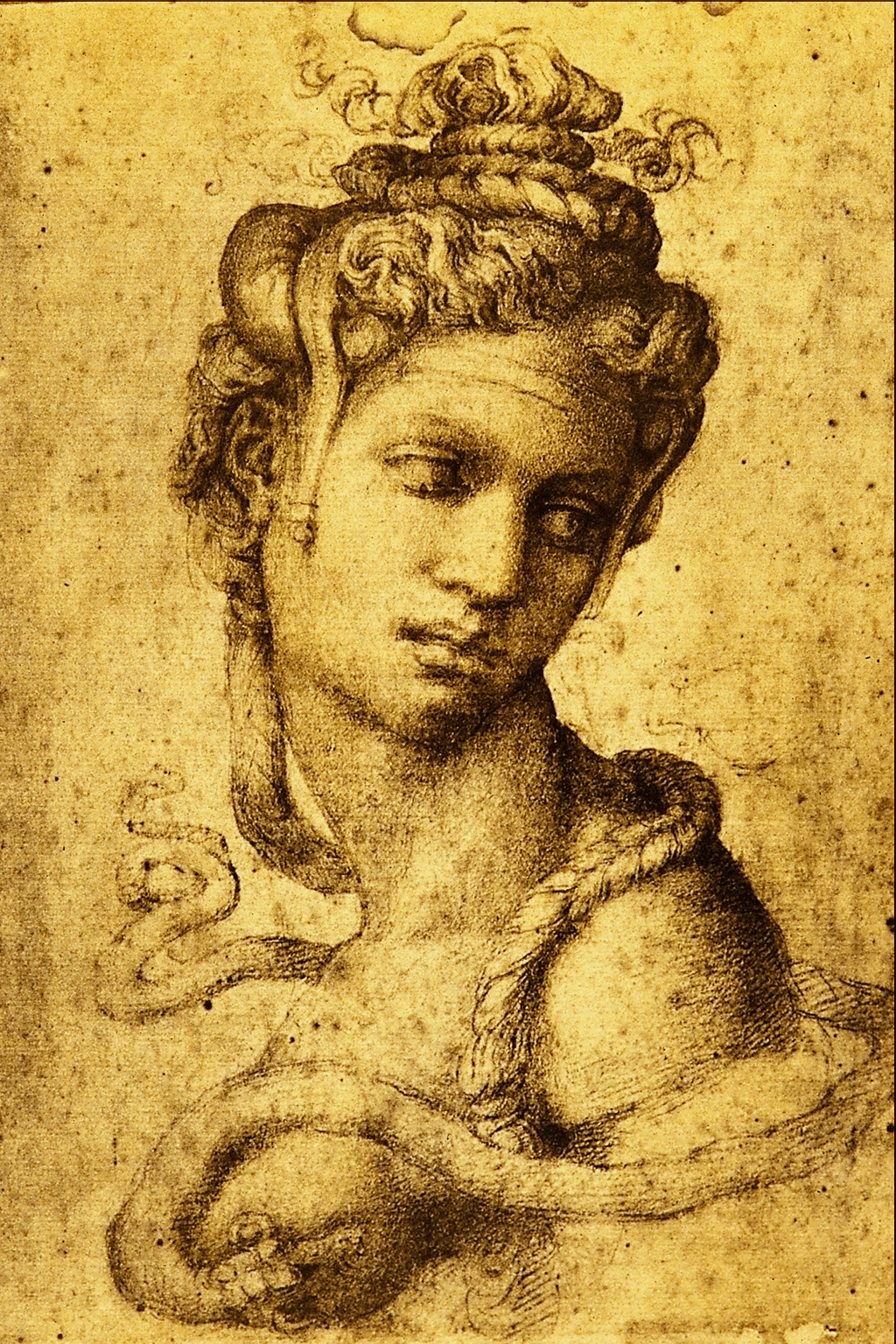
Cleopatra, por Miguel Ángel, c. 1535.

Durante el Renacimiento italiano se hicieron numerosas representaciones de Cleopatra desnuda mordida por el áspid. El artista veneciano del siglo XVI Giovanni Maria Mosca realizó dos relieves en mármol del suicidio de Antonio y Cleopatra, así como varias estatuas de la reina desnuda mordida por el áspid, en parte inspiradas en antiguas esculturas romanas como la Venus Esquilina. Baccio Bandinelli realizó un dibujo de Cleopatra sola desnuda suicidándose y que sirvió de base para un grabado similar de Agostino Veneziano. Otro grabado de Veneziano y un dibujo de Rafael que representaba el suicidio de Cleopatra mientras dormía estaban inspirados en la antigua Ariadna dormida grecorromana, que por entonces se creía que representaba a Cleopatra. Obras del Renacimiento francés también muestran a Cleopatra durmiendo mientras presiona una serpiente contra su pecho. Miguel Ángel hizo un dibujo con tiza negra del suicidio de Cleopatra mordida por un áspid hacia 1535. El pintor barroco del siglo XVII Guido Reni representó la muerte de Cleopatra por mordedura de áspid, aunque la serpiente del cuadro es diminuta en comparación con una cobra egipcia real.
La Ariadna dormida, adquirida por el papa Julio II en 1512, inspiró la composición de tres poemas que fueron posteriormente tallados en el marco de la pilastra de la estatua. El primero de estos poemas fue publicado por Baltasar Castiglione, que tuvo amplia difusión en 1530 e inspiró otros dos de Bernardino Baldi y Agostino Favoriti. El poema de Castiglione representaba a Cleopatra como un gobernante trágico pero honorable en una historia de amor trágico con Antonio, una reina cuya muerte la liberó de la ignominia de la prisión romana. La Ariadna dormida también se representaba con frecuencia en pinturas, entre ellas las de Tiziano, Artemisia Gentileschi y Edward Burne-Jones. Estas obras tendían a erotizar el momento de la muerte de Cleopatra, mientras que los artistas de la época victoriana consideraron la forma femenina inconsciente y recostada como una salida aceptable para su erotismo.
La muerte de Cleopatra se muestra en varias obras de las artes escénicas. En la obra de teatro de Barnabe Barnes The Devil's Charter (1607), un adiestrador de serpientes lleva dos áspides a Cleopatra y les permite morderle ambos pechos de una manera sugerente. En la obra de teatro de 1609 de William Shakespeare Antonio y Cleopatra, la serpiente representa tanto a la muerte como a un amante que Cleopatra desea. Shakespeare se basó en la traducción de Plutarco realizada por Thomas North en 1579 para la creación de su obra, que puede ser vista como una comedia y una tragedia. La obra incluía la utilización de varios áspides, así como el personaje de su sirvienta Carmión (Charmion) que también se suicidó por la mordedura de un áspid después de Cleopatra.

### Edad Moderna
En la literatura moderna, el poema de Ted Hughes «Cleopatra to the Asp» (1960) nos ofrece un monólogo entre Cleopatra y el áspid que está a punto de matarla. Durante la época victoriana se popularizaron obras de teatro como Cléopâtre (1890) de Victorien Sardou, en la que los espectadores a menudo quedaban impactados por la intensidad emotiva de la escenificación de la actriz Sarah Bernhardt interpretando la reacción de Cleopatra ante la muerte de Antonio. En la ópera, Antonio y Cleopatra de Samuel Barber, estrenada en 1966 y basada en la obra de Shakespeare, Cleopatra evoca el sueño de que Antonio, ahora muerto antes que ella, se convirtiera en emperador de Roma. Pero cuando Dolabela le informa que César tiene la intención de exhibirla en su triunfo en Roma, se suicida junto con Carmión.

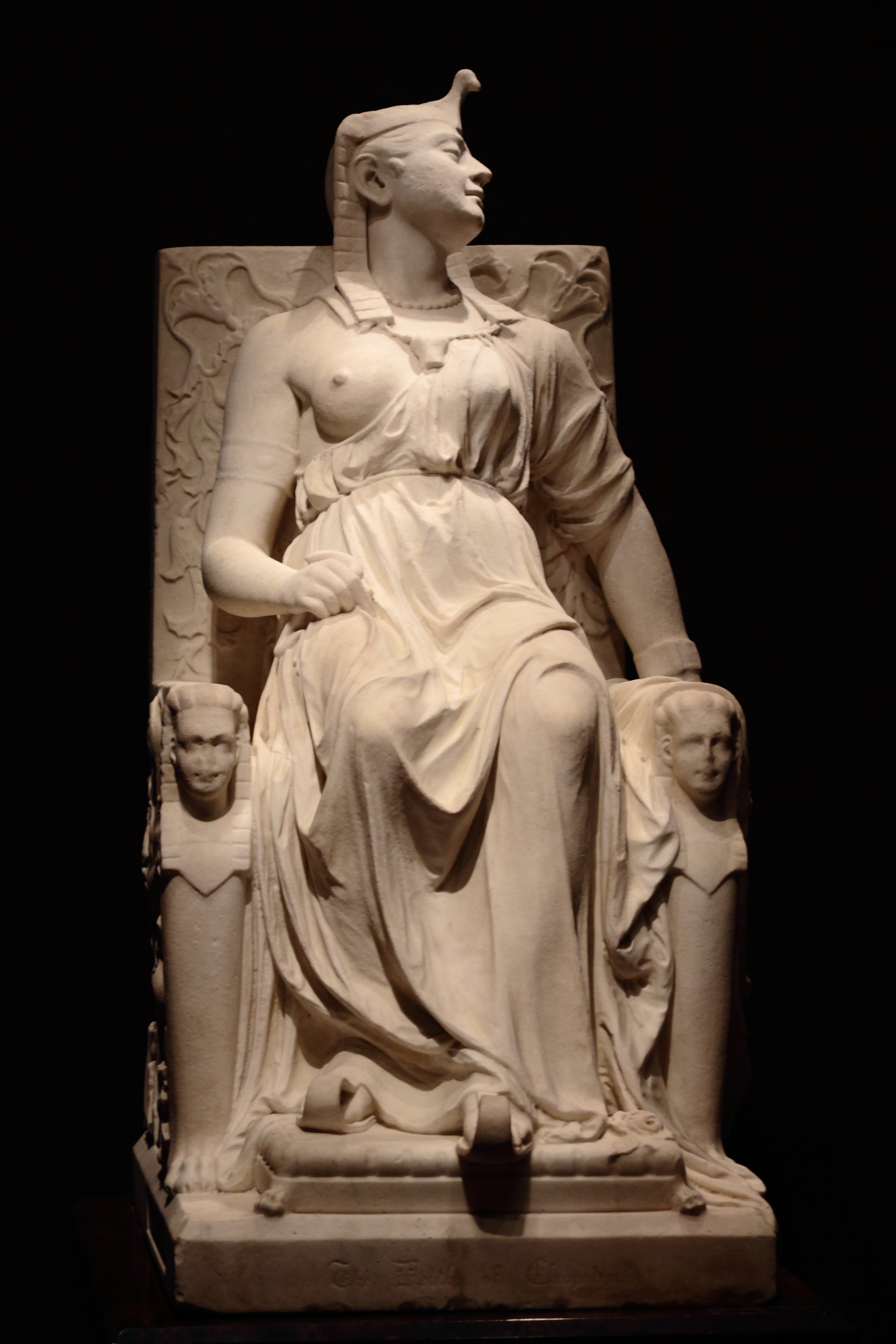
La muerte de Cleopatra, por Edmonia Lewis, 1876.

En el cine, a finales del siglo XX se habían estrenado cuarenta y tres películas relacionadas con Cleopatra. Cléopâtre, de Georges Méliès, una obra de terror de cine mudo estrenada en 1899, fue la primera película que plasmó el personaje de Cleopatra. Tras la guerra ítalo-turca (1911-1912), la película italiana de 1913 Marcantonio e Cleopatra, de Enrico Guazzoni, presentaba a Cleopatra como la encarnación del cruel Oriente, una reina que había desafiado a Roma, mientras que las acciones de su amante Antonio, después de su suicidio, son perdonadas por Octavio. En el proceso de preparación de su personaje en la película estadounidense Cleopatra (1917), se vio a la actriz Theda Bara acariciando serpientes en público, mientras que la Fox Film Corporation la exhibió frente a los presuntos restos momificados de Cleopatra en un museo, donde anunció que era la reencarnación de Cleopatra y que había recibido ofrendas tributarias jeroglíficas de un siervo reencarnado. Fox Studios también vistió a Bara como líder de lo oculto y la relacionó con la muerte y la sexualidad perversas. La película de Hollywood de 1963 Cleopatra, de Joseph L. Mankiewicz, incluye una escena dramática en la que la reina egipcia, interpretada por Elizabeth Taylor, se enfrenta en una pelea a bofetadas con su amante Marco Antonio, interpretado por Richard Burton, en el interior del sepulcro en el que serían enterrados.
En otras artes visuales modernas, Cleopatra ha sido representada en medios como pinturas y esculturas. En su escultura de 1876 La muerte de Cleopatra, la artista afroamericana Edmonia Lewis, a pesar de defender la forma femenina no blanca en las obras de arte, optó por representar a Cleopatra con rasgos caucásicos, tal vez en consonancia con el linaje documentado de Cleopatra como griega macedonia. La escultura neoclásica de Lewis ofrece una imagen post mortem de Cleopatra vestida con ropas egipcias y sentada en su trono, adornado con dos cabezas de esfinges que representan a los gemelos que tuvo con Marco Antonio: Alejandro Helios y Cleopatra Selene II. Una escultura en yeso de 1880 de Cleopatra suicidándose, actualmente en Lille, Francia, estuvo considerada una obra de Albert Darcq, pero una restauración y limpieza de la escultura reveló la firma de Charles Gauthier, a quien ahora se atribuye la obra. La pintura de 1874 La muerte de Cleopatra, de Jean-André Rixens, representa a una Cleopatra muerta de piel muy clara, acompañada de sirvientas de piel más bien oscura, una combinación que se encuentra frecuentemente en las obras de arte modernas que representan la escena de su muerte. Las pinturas orientalistas de Rixens y otros influyeron en la decoración híbrida entre el antiguo Egipto y el Oriente Medio que se encuentra en la película de J. Gordon Edwards Cleopatra protagonizada por Bara, que aparece de pie sobre una alfombra persa pero con pinturas murales egipcias de fondo.

### Pinturas

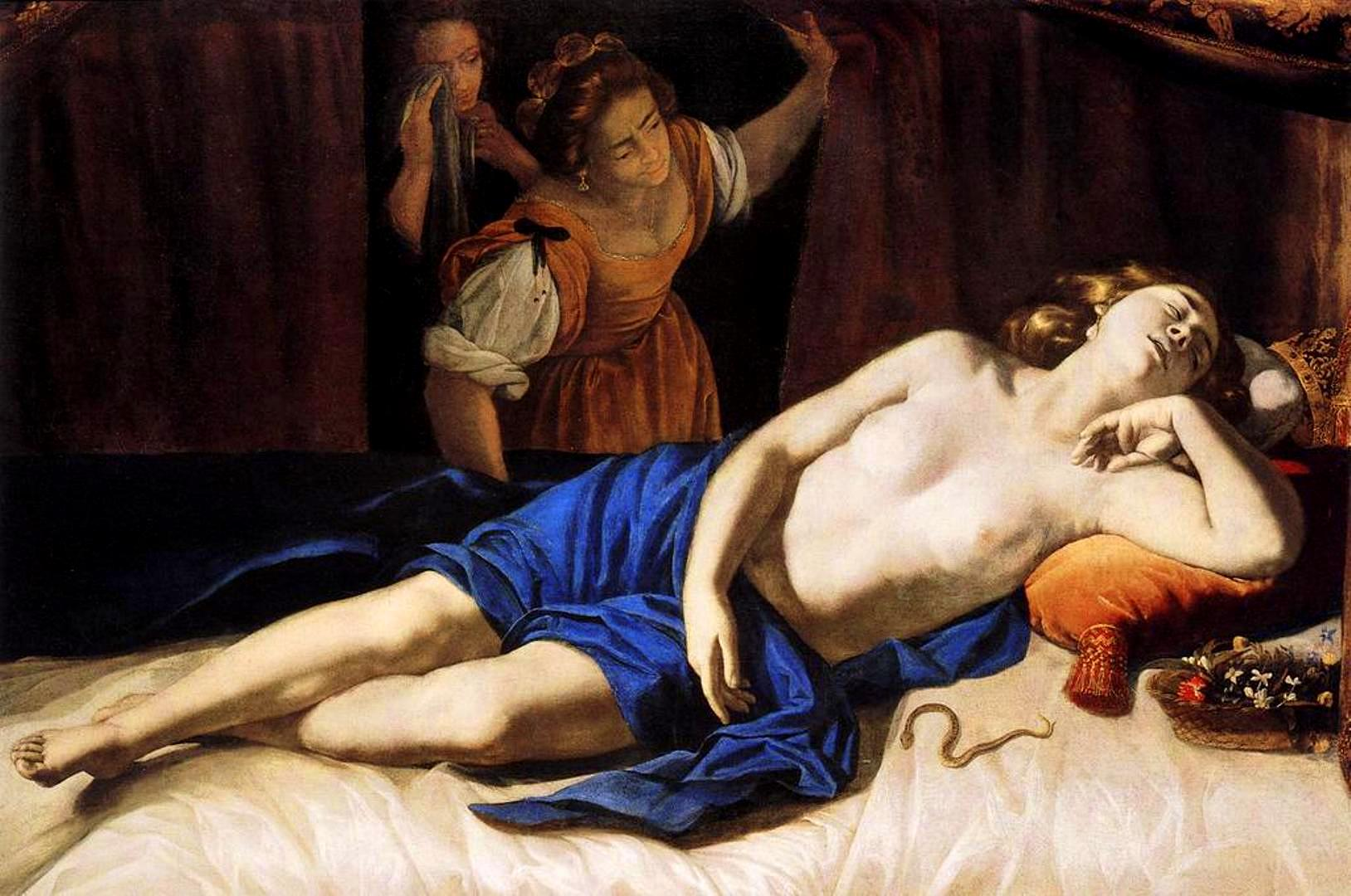
Cleopatra, de Artemisia Gentileschi, 1633-1635
La muerte de Cleopatra de Guercino, c.1648
La muerte de Cleopatra, de Guido Cagnacci, 1658
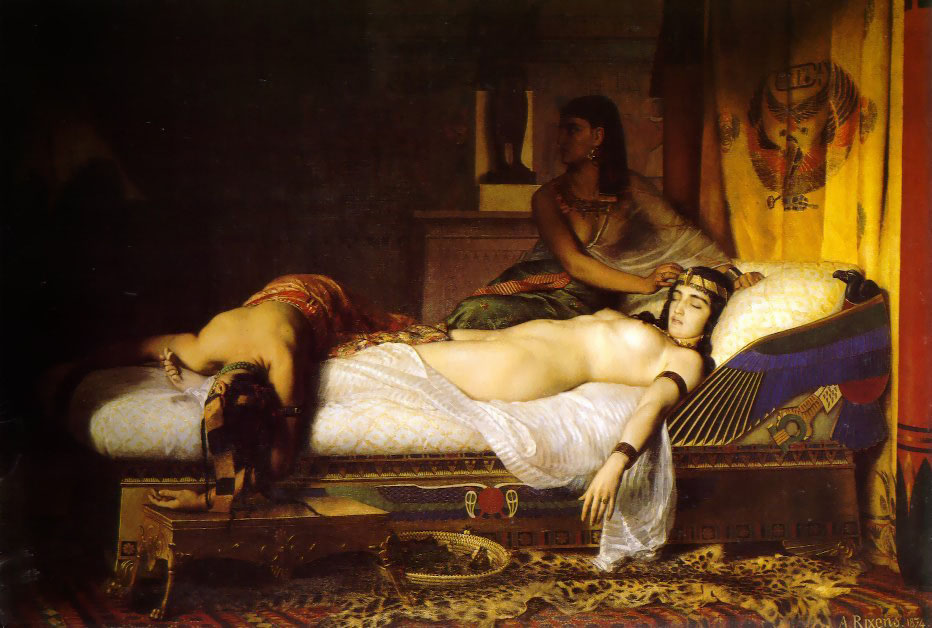
La muerte de Cleopatra, de Jean-André Rixens, 1874
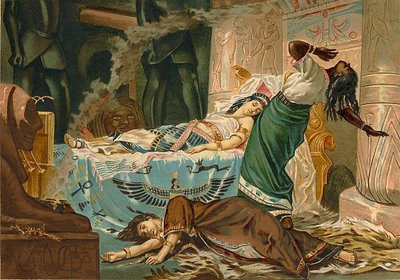
La muerte de Cleopatra, de Juan Luna, 1881
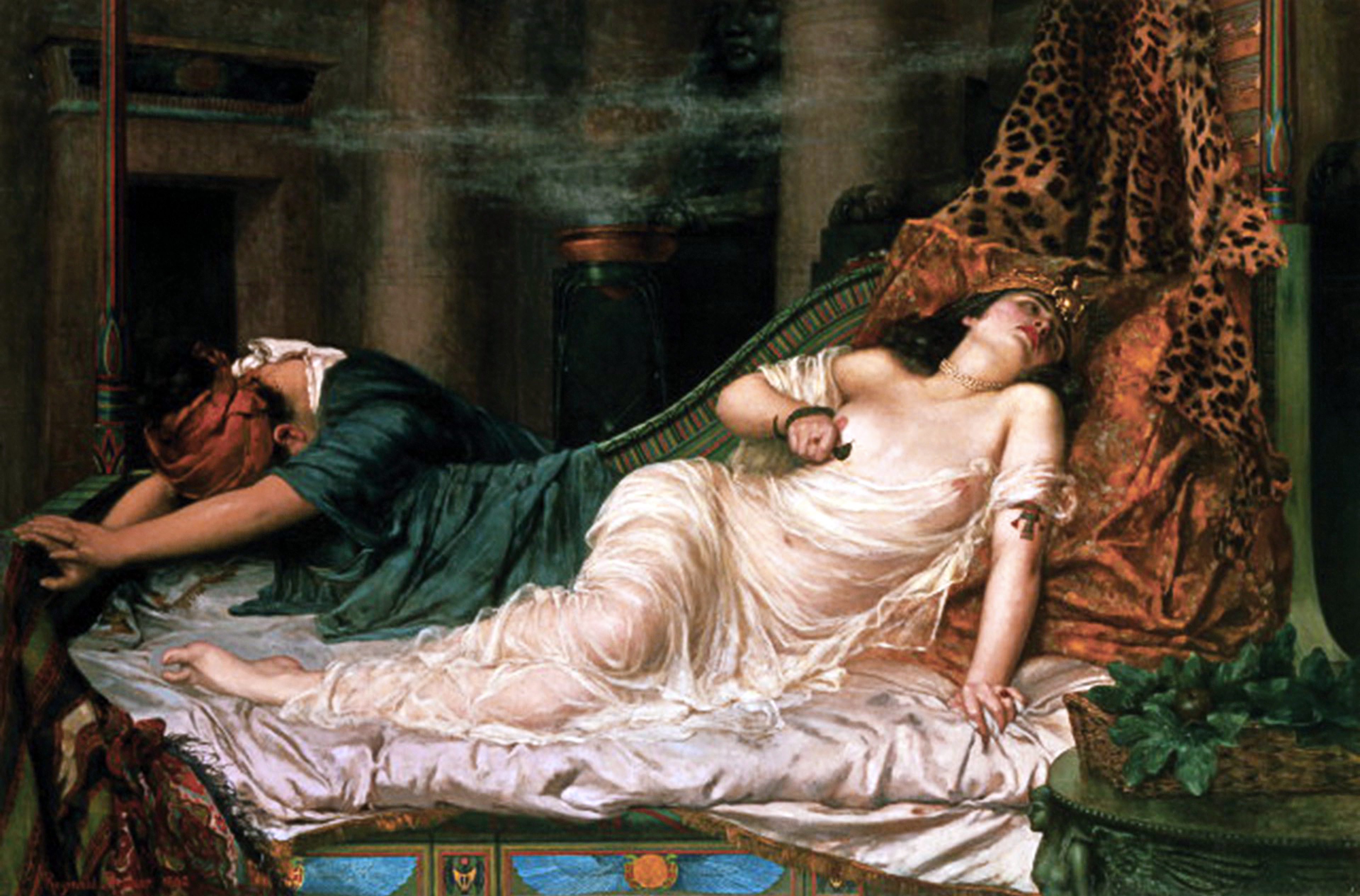
La muerte de Cleopatra, de Reginald Arthur, 1892

### Grabados

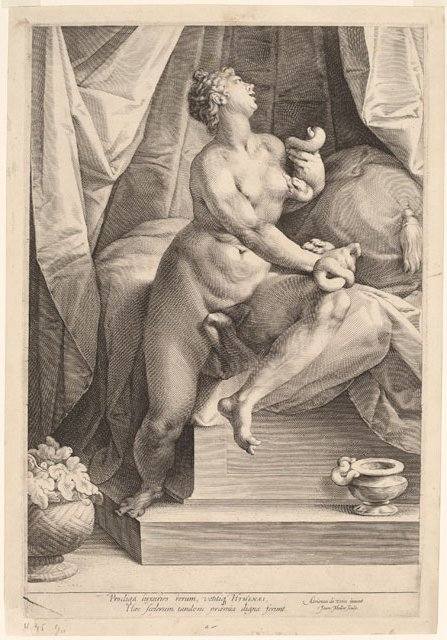
Cleopatra, de Jan Muller, basado en Adrián de Vries, c. 1598
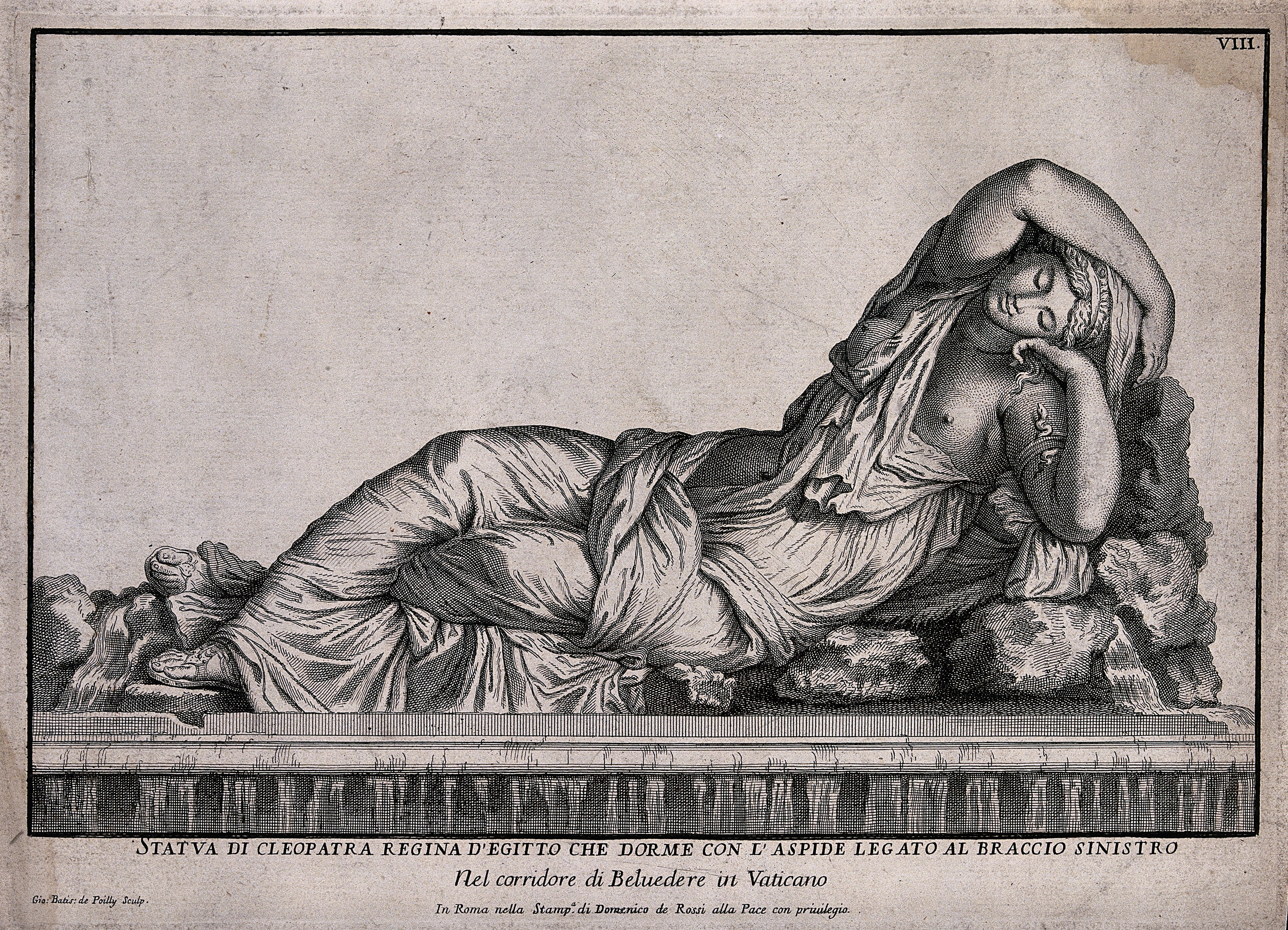
El suicidio de Cleopatra: el áspid se retuerce en el brazo izquierdo de Cleopatra dormida (basado en la Ariadna dormida), grabado de Jean-Baptiste de Poilly (1669-1728).
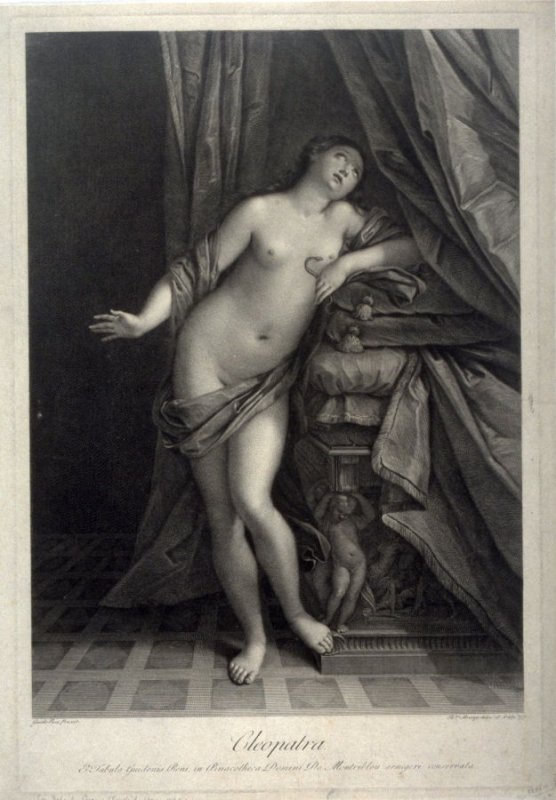
Cleopatra, de Robert Strange (basado en Guido Reni), 1777
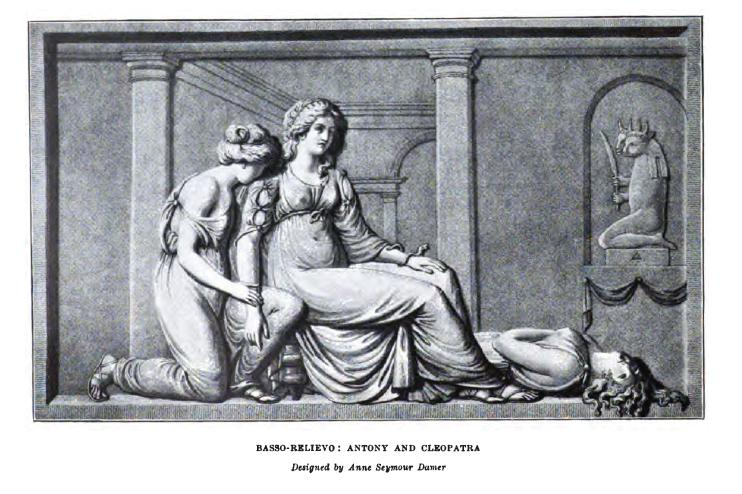
Un grabado de 1788 que representa el bajorrelieve Antonio y Cleopatra, esculpido por Anne Seymour Damer

### Estatuas, bustos y otras esculturas

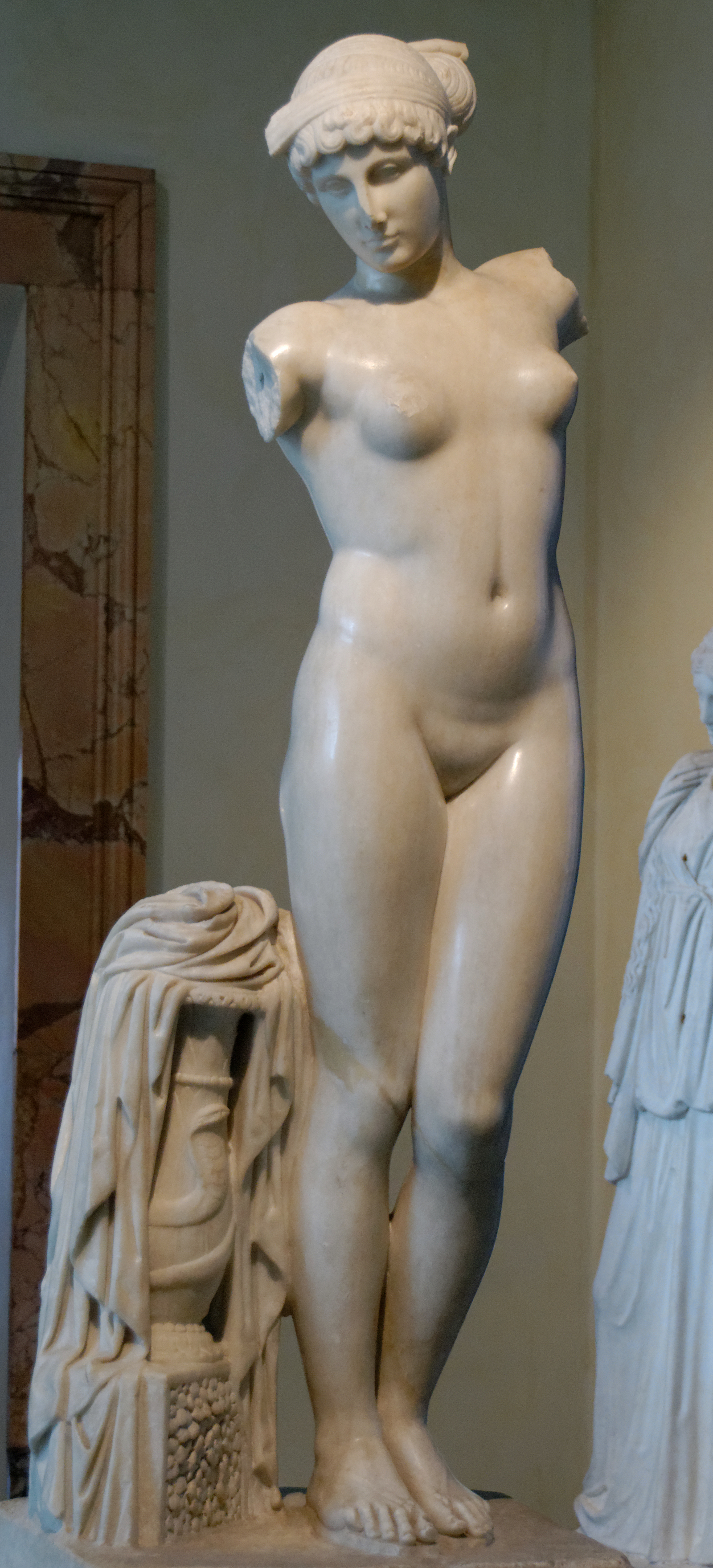
La Venus Esquilina, copia romana del siglo I d. C. de una obra helenística del siglo I a. C.
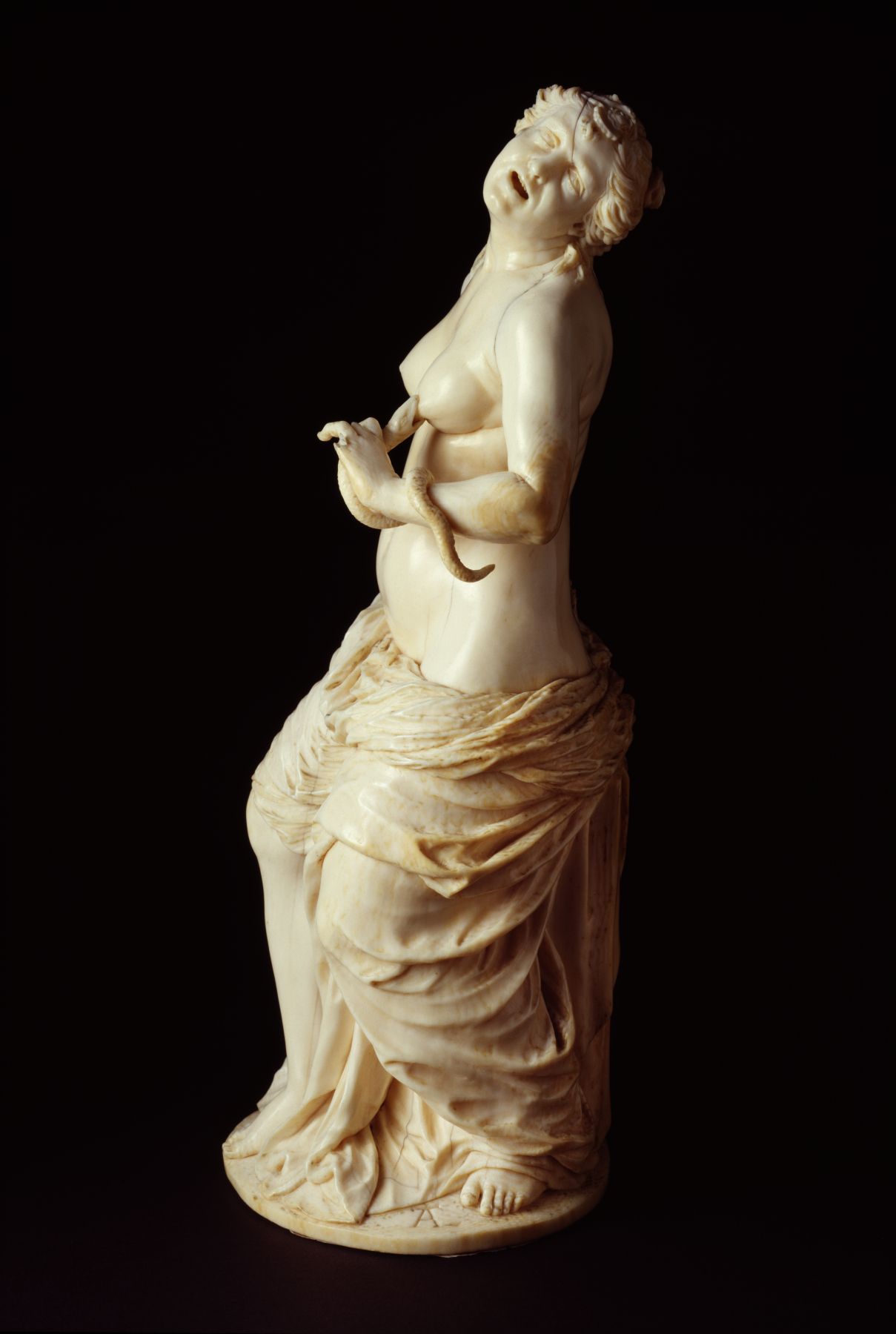
Cleopatra se quita la vida con la mordedura de una serpiente venenosa, Adam Lenckhardt (1610-1661), Ivory, Museo Walters
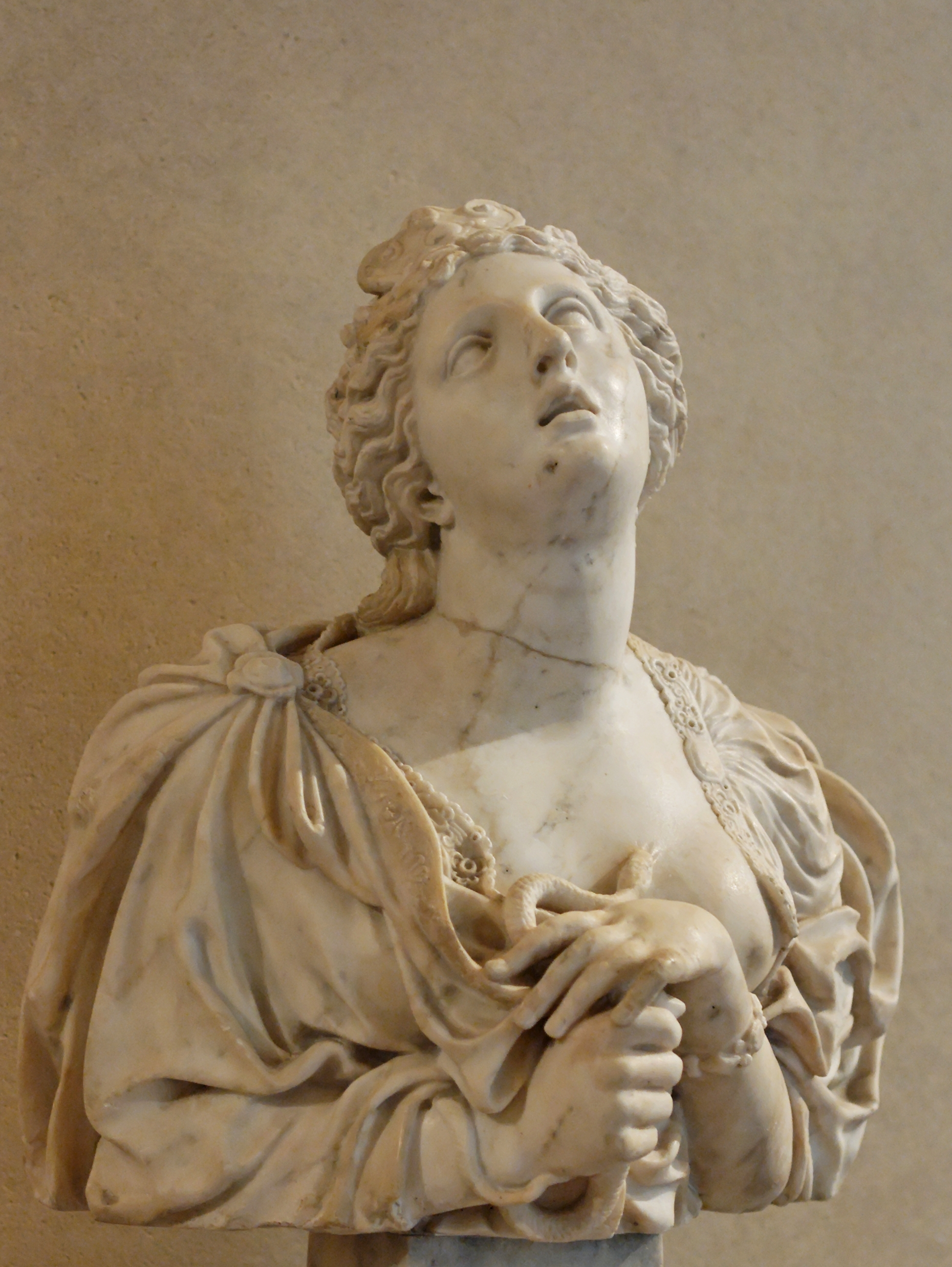
Busto de Cleopatra suicidándose, de Claude Bertin (f. 1705)
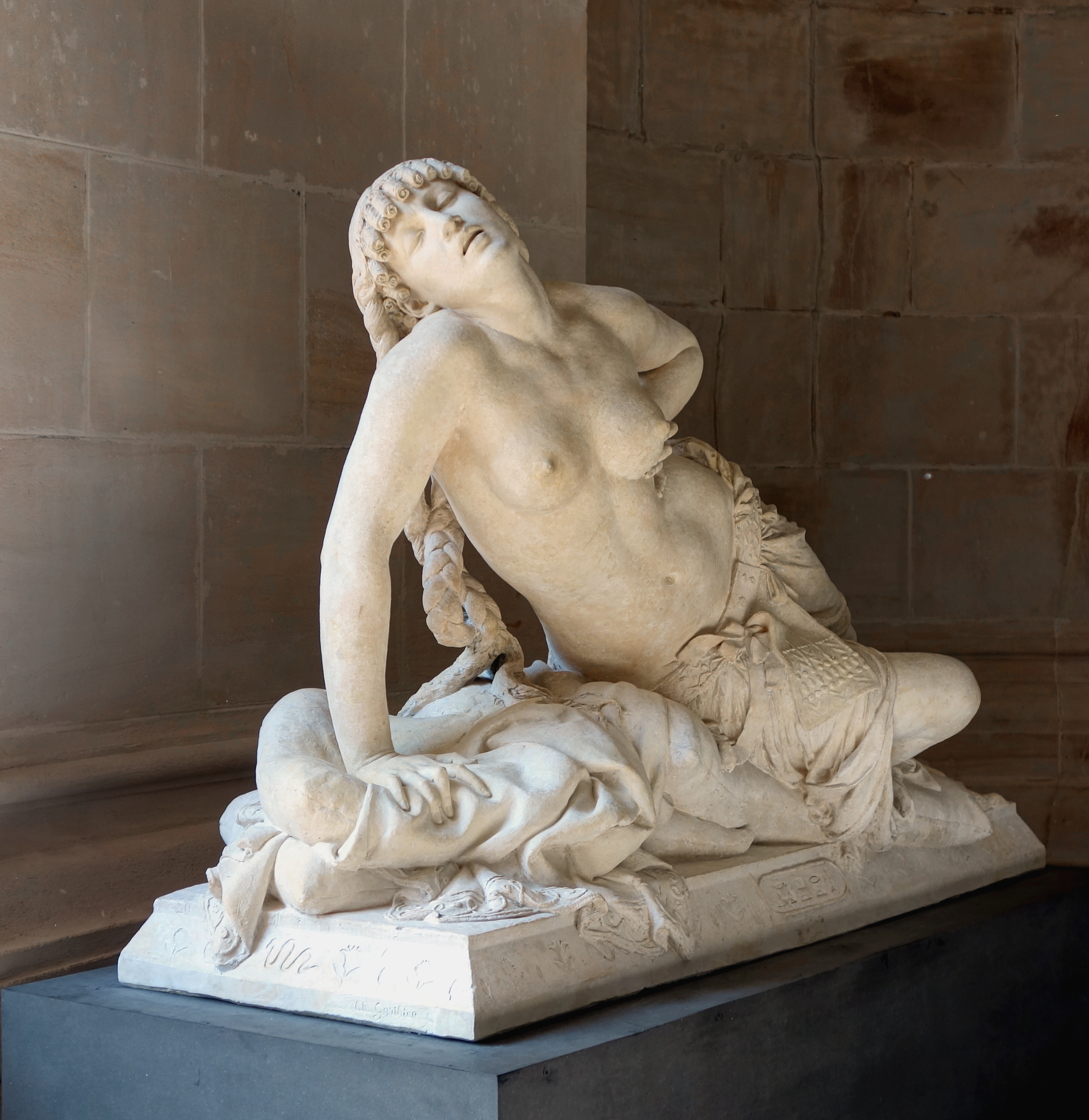
Cleopatra, de Charles Gauthier, 1880